# Harlekýn (dort)

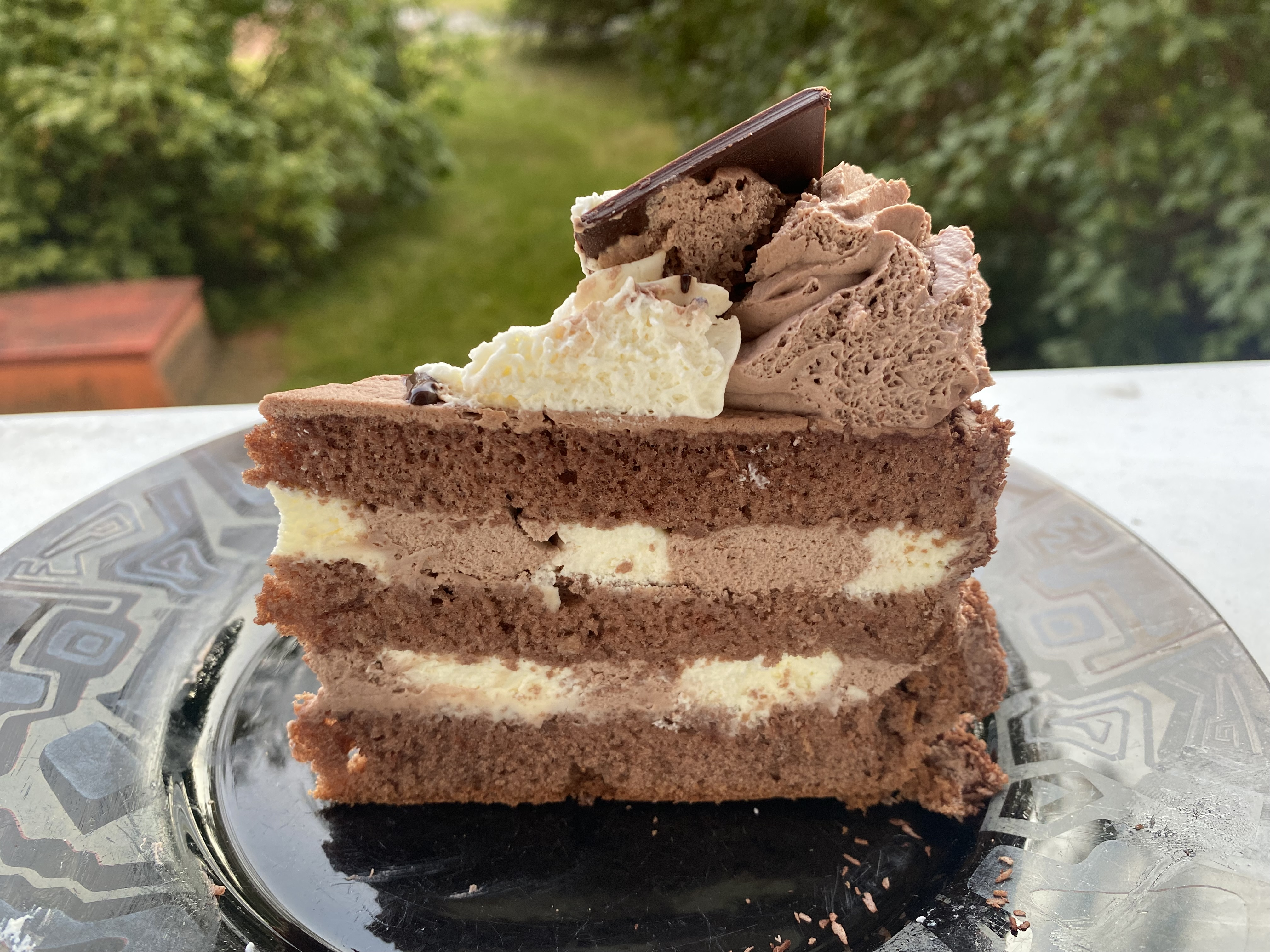
Dort harlekýn v řezu

Harlekýn je druh dortu, který se skládá z upečeného kakaového korpusu a je na vrchní straně zdobený bílou a pařížskou čokoládovou hustou šlehačkou. Šlehačky se nanášejí střídavě na korpus, takže vzniká optický dojem kostkovaného desénu Harlekýnova úboru (Postava z „commedie dell'arte“). Povrch dortu je dozdoben sypanou čokoládou. Původ tohoto lehkého krémového dortu vznikl pravděpodobně v 18. století ve Francii. Produkt je někdy nazván „Mousse au chocolat”

## Výroba dortu
Nejprve se vyrobí dortový korpus, který obsahuje vejce, cukr, kakao, olej, hladkou mouku a prášek do péčiva.
Vymaže se dortová forma máslem. V míse se rozmíchají žloutky s cukrem do pěnové konzistence. Poté se vyšlehá olej, přidá kakao a mouka smíchaná s prášek do pečiva. Nakonec se přidá vyšlehaný sníh. Směs se naleje do dortové formy a peče na 180 stupňů cca půl hodiny.
Vychladlý korpus se vyjme z formy a podélně rozpůlí. Jedna vrstva se potře pařížskou šlehačkou a poté se přiklopí druhým zbytkem upečeného korpusu. Čokoládovou šlehačkou se potřebu strany a vršek dortu. Nakonec se zdobí hustou bílou a pařížskou šlehačkou. Poté dort posypte čokoládovými kousky.